# Gaplus
Pour le système d'arcade portant le même nom, voir Gaplus (système d'arcade).
Gaplus est un jeu vidéo de shoot 'em up sorti en arcade sur Gaplus en 1984. Il a été développé par Namco et édité par Bally Midway,.